# Lago de Ova Spin
O Lago Ova Spin é um lago artificial localizado no Rio Spol, na localidade de Zernez, cantão de Grisões, Suíça.
O seu volume de água é de 7,4 m³ milhões, sendo a área de superfície de 0,34 km². A barragem em que dá forma a este lago foi concluída em 1968 e tem uma altura de 73 m.